# Acalypha silvestrii
Acalypha silvestrii é uma espécie de flor do gênero Acalypha, pertencente à família Euphorbiaceae.